# William V. Skall
William V. Skall (Chicago, 5 ottobre 1897 – Los Angeles, 22 marzo 1976) è stato un direttore della fotografia statunitense specializzato quasi esclusivamente nel technicolor.

## Biografia
Attivo dalla metà degli anni '30 alla fine degli anni '50, ha preso parte numerosi lavori ottenendo nella sua carriera nove candidature ai Premi Oscar nella categoria miglior fotografia vincendo con Giovanna d'Arco assieme a Joseph Valentine e Winton Hoch. 

## Filmografia parziale

### Direttore della fotografia
- Mikado (The Mikado), regia di Victor Schertzinger (1939)
- Passaggio a Nord-Ovest (Northwest Passage), regia di King Vidor (1940)
- Il vendicatore di Jess il bandito (The Return of Frank James), regia di Fritz Lang - associato (1940)
- Virginia, regia di Edward H. Griffith (1941)
- Terra selvaggia (Billy the Kid), regia di David Miller (1941)
- Vento selvaggio (Reap the Wild Wind), regia di Cecil B. DeMille (1942)
- Verso le coste di Tripoli (To the Shores of Tripoli), regia di H. Bruce Humberstone (1942)
- Duello a S. Antonio (San Antonio), regia di David Butler e, non accreditati, Robert Florey e Raoul Walsh (1945)
- Scheherazade (Song of Scheherazade), regia di Walter Reisch (1947)
- Vita col padre (Life with Father), regia di Michael Curtiz (1947)
- Giovanna d'Arco (Joan of Arc), regia di Victor Fleming (1949)
- Kim, regia di Victor Saville (1950)
- Quo vadis, regia di Mervyn LeRoy (1951)

### Operatore
- Devotion, regia di Robert Milton - secondo operatore, non accreditato (1931)
- La mia vita per mio figlio
- Lady with a Past, regia di Edward H. Griffith - secondo operatore, non accreditato (1932)
- La madonnina del porto (Tess of the Storm Country), regia di Alfred Santell - assistente operatore, non accreditato (1932)
- Montagne russe
- La disfatta delle amazzoni (The Warrior's Husband), regia di Walter Lang - operatore, non accreditato (1933)
- I Loved You Wednesday
- Adorabile
- Primo amore (Change of Heart), regia di John G. Blystone - secondo operatore, non accreditato (1934)
- La leggenda di Robin Hood (The Adventures of Robin Hood)
- Sixty Glorious Years
- Sweethearts, regia di W. S. Van Dyke e, non accreditato, Robert Z. Leonard (1938)
- Le mille e una notte (Arabian Nights), regia di John Rawlins - associato (1942)
- Giovanna d'Arco